# Rámón nemzetközi repülőtér
A Rámón nemzetközi repülőtér (héberül: נמל התעופה רמון) (IATA: ETM, ICAO: LLER)) Izrael második nemzetközi repülőtere, mely 20019-ben nyílt meg. Éves utasforgalma 486 553 fő (2020). Üzemeltetője az Israel Airports Authority.

## Forgalom
Az utasforgalom az elmúlt években az alábbi módon változott:
| Utasok száma | 1 534 056 | 486 553 | 39 437 | 79 650 |
|              | 2019      | 2020    | 2022   | 2023   |

## Légitársaságok és úticélok
2024-ben a Rámón nemzetközi repülőtérről az alábbi járatok indulnak (Utoljára frissítve: 2024-11-3):
| Légitársaság    | Célállomások                                 |
| --------------- | -------------------------------------------- |
| airHaifa        | Haifa (kezdődik 2024. október 27.), Tel Aviv |
| Arkia           | Tel Aviv                                     |
| Israir Airlines | Tel Aviv                                     |